# Francisco Pillado Mayor
Francisco Pillado Mayor (La Corunya, 18 de maig de 1941 - 12 d'agost de 2021) va ser un escriptor i figura destacada del món del teatre gallec.

## Biografia
Fill del periodista Francisco Pillado Rivadulla, després dels estudis de batxillerat i musicals, va estudiar Magisteri, Graduat Social, Declamació i Art Dramàtic.
Va treballar com a professor al Seminari d'Estudis Socials Ramón de la Sagra, al Col·legi Universitari de la Corunya. Va fer crítica literària a Radio Nacional de España i va dirigir l'espai radiofònic A escena e a pantalla a Radio Coruña de la Cadena SER. Va publicar, sota diferents pseudònims, articles, entrevistes, crítiques de llibres i espectacles a La Voz de Galicia. Posteriorment va publicar una sèrie de col·laboracions al setmanari A Nosa Terra, del diari O Correo Galego, i traduccions a la revista Grial.
En el món del teatre va ser el promotor dels grups de teatre de l'Agrupació Cultural O Facho (1965) amb els quals va representar amb el text de Castelao i Luis Pimental l'espectacle Sombra do aire na herba / Cousas. Els anys següents fou el promotor de diferents grups de teatre com l'Escola Dramática Galega (1978), Luís Seoane (1980) i Elsinor Teatro (1990). Va ser cofundador, juntament amb Manuel Lourenzo, i president de l'Escola Dramática Galega, on va impartir classes d'Història del Teatre Gallec i on també va treballar com a director de publicacions i cap del Departament d'Estudis Teatrals.
El 1990, va ser el fundador, conjuntament amb Xosé Manuel Beiras, Pepe Carreiro, Xesús Couceiro, Manuel González Millares i Alfonso Ribas, d'Ediciones Laiovento, de la qual va ser director literari fins al 2014. A més, va formar part de la Junta Directiva de l'Associació d'Escriptors en Llengua Gallega els anys 1984 i 1988.
El 1997 va ser elegit pel Parlament de Galícia i, a proposta del Bloc Nacionalista Gallec, membre del Consell d'Administració de la Corporación de Radio e Televisión de Galicia, càrrec que va ocupar durant dos mandats. Del 2011 al 2021 va ser president honorari de la Fundació Praza Pública i editor del diari digital Praza.gal.
Es va casar amb Noli Vega el 1966 i va tenir dues filles. Va morir el 12 d’agost de 2021 a l'edat de 80 anys.

## Obra publicada

### Assaig
- O teatro de Manuel Lugrís Freire, 1991, Ediciós do Castro.
- Cinco aspectos do teatro galego, 1992, Biblioteca 114, El Correo Gallego.
- Manuel Lugrís Freire, 2006, Edicións Fervenza.
- Camiño sen retorno, 2014, Laiovento.

### Teatre
- Fígaro ou a inútil precaución, 2003, Espiral Maior.
- Na outra banda da ponte, 2006, Deputación da Coruña.